# Domenico De Angelis
Domenico De Angelis (Ponzano Romano, 15 febbraio 1735 – Roma, 10 marzo 1804) è stato un pittore italiano.

## Biografia
Nato da Bartolomeo Turreggia - o De Angelis - e da Maria Ursula Baldelli, fu battezzato nella parrocchia di S. Nicola di Bari, dove si conservano sue tele. Nel 1750 venne a Roma e abitò dal fratello maggiore Giuseppe, che aveva una drogheria accanto a San Carlo al Corso. Fu allievo di Marco Benefial e studiò all'accademia del nudo, presso l'Accademia di San Luca, dove fu premiato nel 1757.
Nel 1769 sposò Teresa, figlia del pittore Paolo Anesi, e prese dimora in via Paolina, dove rimase fino al 1790. Nel suo studio a villa Medici espose suoi dipinti nel 1785 e nel 1787.
Eletto accademico nel 1774, donò all'Accademia di San Luca il dipinto Santa Maddalena, oggi presente nella raccolta dell'Accademia. Il gusto neoclassico accoglie spunti più moderni: da chiare forme neoclassiche esala uno spirito già romantico. De Angelis fu direttore dell'accademia del nudo. 

### Pittore per la famiglia Borghese
Il principe Marcantonio Borghese lo scelse per dipingere, sul soffitto d'una sala al pianterreno di palazzo Borghese, la Lotta tra Ercole e Apollo per il tripode di Delfi - il cui bozzetto è oggi nella Galleria nazionale d'arte antica - e due scene con Apollo vincitore del pitone e Ercole e l'idra (1771).
Dal 1774 al 1776 De Angelis dipinse nella galleria, al piano terra di palazzo Borghese, tre scene della Leggenda di Galatea: Trionfo della dea - ispirato a Raffaello e ad Annibale Carracci - e due ovali con Morte di Aci e Metamorfosi di Aci.
Nel 1779 fu pagato 600 scudi, per il dipinto sulla volta della sala dove oggi è esposta la statua di Paolina Borghese di Antonio Canova. Ispirato a un bassorilievo di villa Medici, esso rappresenta la Contesa delle tre Dee sul monte Ida e il Giudizio di Paride. Il dipinto è inserito tra quattro scene: Minerva ordina alle Parche di tagliare il filo del destino di Troia, La fuga di Enea da Troia, Giunone chiede a Eolo di disperdere la flotta troiana e Venere implora Giove di salvare suo figlio Enea. Nel 1785 De Angelis ebbe 150 scudi, per un tondo rappresentante Flora con putti.

### Altre commesse

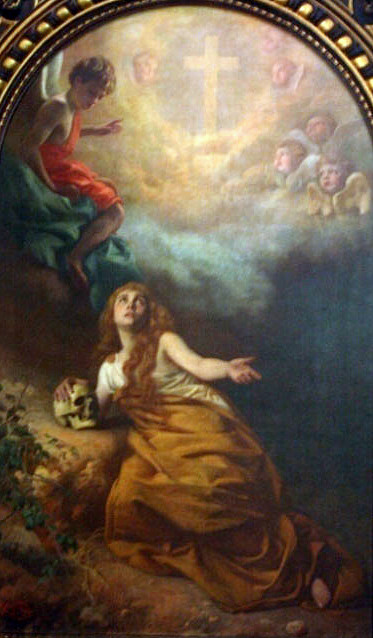
Domenico De Angelis, Maria Madalena, 1891

Nel 1785 dipinse una pala d'altare, per la chiesa dell'Assunta di Montalto di Castro, che è visibile in loco.
Per la beatificazione di fra Pacifico da San Severino (1786), De Angelis dipinse per Pio VI Il Beato francescano attraversa un torrente stendendo sulle acque il suo mantello.
Negli anni 1791-92 decorò il gabinetto delle maschere del Museo Pio-Clementino con soggetti mitologici, nello stile del pavimento musivo proveniente da Villa Adriana e conservato nella stessa sala. Sulla volta dipinse le Nozze di Bacco e Arianna e ai lati Diana e Endimione, Venere e Adone, Paride che nega la mela a Minerva e Paride che offre la mela a Venere.
De Angelis fu direttore dello Studio del mosaico della Fabbrica di San Pietro e dipinse SS. Domenico e Agostino, da cui fu tratto un mosaico che nel 1796 fu dato alla Basilica di Loreto. 
Decorò con finti bassorilievi - La Fama e Il Mincio attraversato dagli eserciti rivoluzionari -  l'arco di trionfo, eretto a Ponte Sant'Angelo per la festa laica del 20 marzo 1798. In vecchiaia, rimasto vedovo, insieme al figlio Bartolomeo tornò nella casa di famiglia che era accanto al negozio di drogheria.
Nel 1804 morì, mentre dipingeva il cartone di una Crocifissione di San Pietro, da trasferire in mosaico: ma il figlio si accorse che aveva rifinito e completato uno schizzo di Benefial, dichiarando che era opera sua.
Ha realizzato il ritratto dello scultore Francesco Antonio Franzoni e due Autoritratti: uno è all'Accademia di San Luca,  (1790?) e l'altro alla Galleria degli Uffizi (1789).
Suo allievo è stato l'incisore di gemme Luigi Pichler che lavorò al suo fianco dal 1782 al 1786.